# Гисен
Вижте пояснителната страница за други значения на Гисен.
Гисен (на немски: Gießen) е град в Централна Германия, административен център на окръг Гисен и регион Гисен в провинция Хесен. Разположен е на река Лан, на 50 km северно от Франкфурт. Населението му е 87 343 души (по приблизителна оценка от декември 2017 г.), от които близо 22 000 са студенти в Гисенския университет и Гисен-Фридбергския университет за приложни науки.

## Други
- В Гисен е роден естественикът Мориц Балтазар Боркхаузен (1760 – 1806)
- Гисен е побратимен с град Храдец Кралове, Чехия